# Djihadistes étrangers pendant les guerres civiles syrienne et irakienne

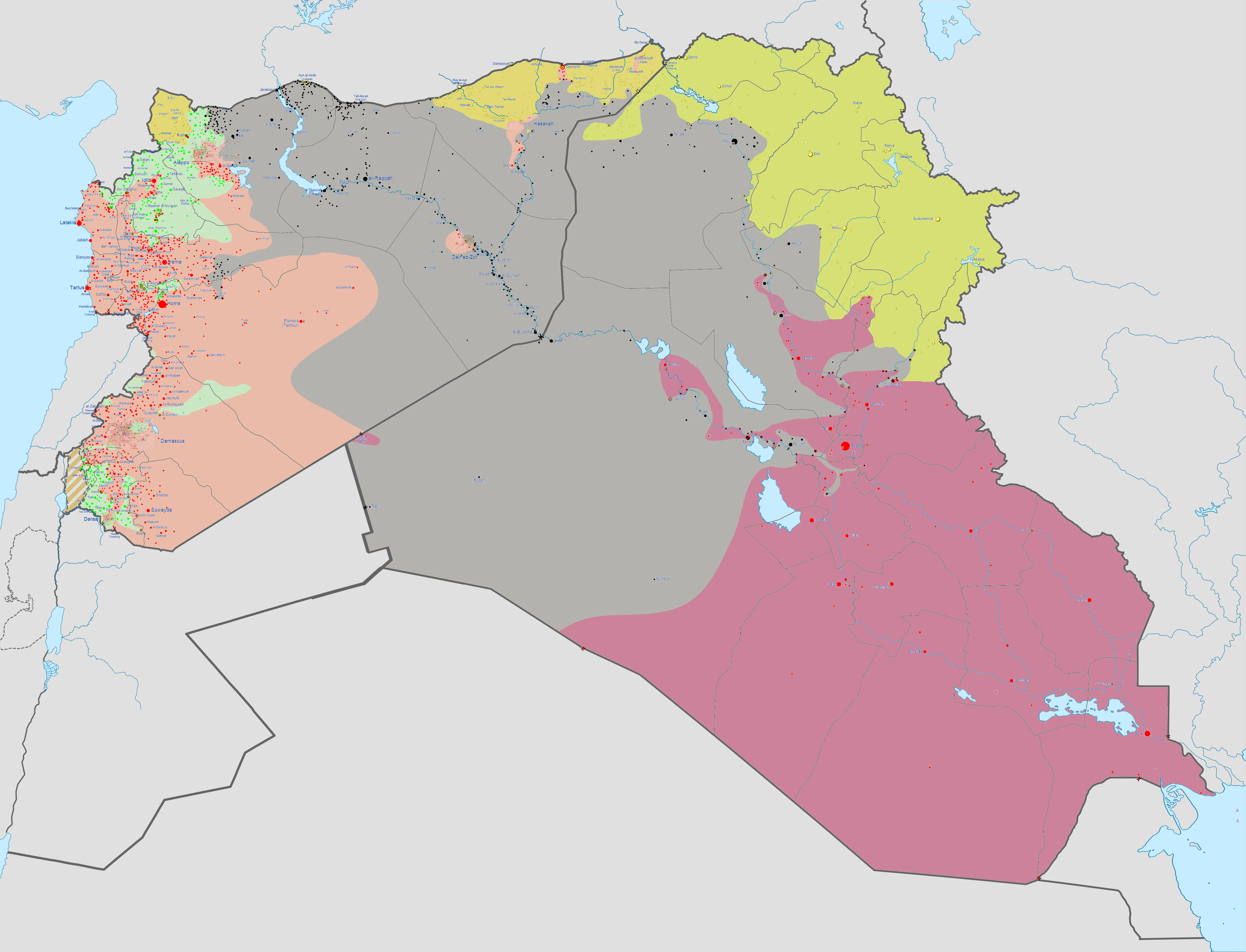
Carte des guerres en Irak et en Syrie, au moment de l'apogée de l'organisation en octobre 2014.
Territoire contrôlé par l'État islamique
Territoire contrôlé par le gouvernement irakien
Territoire contrôlé par le gouvernement syrien
Territoire contrôlé par les rebelles syriens, y compris le Front al-Nosra
Territoire contrôlé par les YPG, kurdes syriens
Territoire contrôlé par les Peshmergas kurdes irakiens

Au cours de la guerre civile syrienne et de la seconde guerre civile irakienne, de nombreux djihadistes étrangers à ces deux pays ont rejoint un des groupes de djihadistes, en particulier l'organisation « État islamique », généralement en franchissant la frontière entre la Turquie et la Syrie, essentiellement entre 2013 et 2016.
Environ 40 000 personnes venues de plus de 110 pays ont rejoint ces groupes, auxquels on peut ajouter 54 000 individus interceptés par les autorités turques. Les quatre premiers pays d'origine de ces combattants sont la Russie, l'Arabie saoudite, la Jordanie et la Tunisie, avec environ 3 000 djihadistes chacun, suivi par la France avec environ 2 000,,.

## Idéologie politique
Pendant la guerre civile syrienne, des volontaires venus de plus de 100 pays rejoignent des groupes d'idéologie salafiste djihadiste, comme l'État islamique ou le Front al-Nosra. Certains groupes armés djihadistes sont même entièrement formés par des combattants étrangers, comme Jaych al-Mouhajirine wal-Ansar et Jound al-Cham, dominés par les Tchétchènes ou le Bataillon Vert, dominé par les Saoudiens.
Ce phénomène de migrations vers les terres du « califat » est appelée la « Hijra » — en référence à l'Hégire — par les djihadistes salafistes : « Comme dans le cas du djihad, il ne s'agit pas simplement d'un détournement sémantique, dans la mesure où les implications dans le monde réel s'avèrent extrêmement alarmantes. En conférant une nature belliciste au concept de hijra, qui traditionnellement fait référence à une migration pacifique des musulmans en direction de terres leur permettant de se libérer des persécutions, les initiateurs de ce détournement ont créé un puissant outil de radicalisation et d'embrigadement de musulmans aux quatre coins du monde, y compris aux États-Unis et en Europe ».
Derrière la façade islamiste, le politologue et spécialiste de l'islam Olivier Roy voit une idéologie nihiliste :

« Peu d’entre eux fréquentaient une mosquée. […] Leur radicalisation se fait autour d’un imaginaire du héros, de la violence et de la mort, pas de la charia ou de l’utopie. En Syrie, ils ne font que la guerre : aucun ne s’intègre ou ne s’intéresse à la société civile. Et s’ils s’attribuent des esclaves sexuelles ou recrutent de jeunes femmes sur Internet pour en faire des épouses de futurs martyrs, c’est bien qu’ils n’ont aucune intégration sociale dans les sociétés musulmanes qu’ils prétendent défendre. Ils sont plus nihilistes qu’utopistes […] Ils ne représentent jamais une tradition qui se révolterait contre l’occidentalisation. Ils sont occidentalisés, ils parlent mieux le français que leurs parents. Tous ont partagé la culture « jeune » de leur génération, ils ont bu de l’alcool, fumé du shit, dragué les filles en boîte de nuit. Une grande partie d’entre eux a fait un passage en prison. Et puis un beau matin, ils se sont (re)convertis, en choisissant l’islam "salafiste", c’est-à-dire un islam qui rejette le concept de culture, un islam de la norme qui leur permet de se reconstruire tout seuls. Car ils ne veulent ni de la culture de leurs parents ni d’une culture « occidentale », devenues symboles de leur haine de soi. »

La thèse d'Olivier Roy est cependant contestée par François Burgat, politologue et directeur de recherche à Institut de recherches et d’études sur le monde arabe et musulman :

« J’y vois en effet une énième expression de ce mal qui ronge depuis des décennies notre capacité à construire une perception rationnelle de cet islam que l’on dit « politique » mais dont on s’évertue ensuite, sous d’innombrables prétextes, à dépolitiser – comme le fait l’approche culturaliste – les motivations supposées de ses acteurs ! Si la thèse de l’« islamisation de la radicalité » peut séduire, le diagnostic de pathologies, sociale ou mentale, tout comme la vieille et opaque accusation de « nihilisme » (dont les décembristes russes, déjà, étaient la cible), pour expliquer l’origine de la radicalité de « nos » djihadistes posent à mes yeux bien plus de problèmes qu’ils n’en résolvent. »

 Pour lui, le discrédit du « tiers-mondisme » consisterait à refuser de corréler les conduites radicales émergentes en France ou ailleurs avec… selon les termes de Roy, « la souffrance post-coloniale, l’identification des jeunes à la cause palestinienne, leur rejet des interventions occidentales au Moyen-Orient et leur exclusion d’une France raciste et islamophobe ».
Le politologue spécialiste de l'islam Gilles Kepel conteste également la vision d'Olivier Roy :

« Comme Olivier Roy, il y a ceux qui estiment que nous vivons seulement une islamisation de la radicalisation. Selon ce politologue, aux Brigades rouges d’autrefois se substituent les brigades vertes. Pour lui, les djihadistes n’ont rien à voir avec le salafisme. Certains de ses disciples expliquent que cette doctrine constitue un rempart contre le terrorisme. Dans l’entretien paru le 29 septembre 2014 dans le Monde, Olivier Roy note : « Il faut d’autant moins internationaliser le conflit que Daech a avant tout une stratégie locale, qu’il tente d’étendre à tout le Moyen-Orient, mais son objectif n’est ni New York ni Paris ». Alors que la messe est dite, les élucubrations coupées de la réalité continuent à circuler. Les idées d’Olivier Roy s’apparentent à des sophismes modernes, raison pour laquelle elles rencontrent du succès. [...] Or, personne ne se rend en Syrie uniquement par le biais d’Internet. Cela passe par un réseau de pairs, par la progression du salafisme comme modèle de rupture en valeurs et culturelle. La porosité entre salafisme et djihadisme demeure grande, même si les salafistes affirment ne pas être violents. »

Cependant pour l'Américain Marc Sageman (en), psychiatre et ex-agent de la CIA, la controverse entre l'« islamisation de la radicalité » et la « radicalisation de l'islam » est « une dispute très française », consistant à « faire des jeux de mots abstraits mais qui ne veulent rien dire. C'est comme se demander si les camps de concentration nazis sont l'allemagnisation du diable ou la diabolisation de l'Allemagne ».
Pour le journaliste David Thomson :

« Les djihadistes ont de réelles convictions. Ils partent en Syrie ou en Irak persuadés qu'ils se dirigent vers un paradis terrestre puis céleste. Ils ne sont pas dans le nihilisme. C'est en cela que je m'oppose à Olivier Roy. Pour le reste, les thèses de Kepel et de Roy me paraissent parfaitement compatibles. […] Il y a bien des jeunes anti-système qui sont dans une forme d'islamisation de la radicalité. Pour autant, Olivier Roy explique que sa thèse est la seule explication du phénomène djihadiste, qu'il utilise ensuite pour s'opposer à Gilles Kepel. Gilles Kepel en fait de même quand il considère qu'il ne faut pas évacuer l'idéologie religieuse qu'est le salafisme, et que c'est seulement sous cet angle qu'il faut lire le phénomène djihadiste. L'État islamique a des franchises dans de nombreux pays. […] Il y a donc bien une idéologie construite et structurée, que l'on ne peut pas réduire à une folie d'ordre psychiatrique. »

Pour Loïc Lepape, anthropologue et chercheur associé à l'Institut d’ethnologie méditerranéenne, européenne et comparative (Idemec) AMU-CNRS :

« Cette forme d’engagement radical ne s’apparente ni à une conversion religieuse classique ni à un militantisme sectaire : elle allie la force du sentiment religieux à l’engagement politique et militaire. La soudaineté des trajectoires de radicalisation s’explique par la cohérence apparente d’un système de pensée composé de bric et de broc. Si l’État islamique tente de mettre en place une lecture théologique de la violence politique, ceux qui s’en revendiquent ne vont pas aussi loin. Les jeunes convertis à l’EI se basent sur une lecture réductrice et violente des préceptes de l’islam et allient des croyances millénaristes et apocalyptiques à une vision conspirationniste (les juifs, l’Occident, les Illuminati) qu’ils combinent à une histoire géopolitique grossière. Ramener le radicalisme à une simple histoire de religion est donc aussi hasardeux que de considérer que celle-ci n’en constitue pas l’un des déterminismes. »

## Profils
Il n'y a pas de « profil type » des combattants étrangers recrutés par l'EI. Ils sont issus de milieux sociaux variés parmi lesquels on trouve une minorité de diplômés. La majorité d'entre eux ont cependant moins de 30 ans, plusieurs ont également déjà fait de la prison. Cependant pour Wassim Nasr, journaliste de France 24 spécialiste du djihadisme, à peine 10 % des personnes qui rejoignent des groupes djihadistes en Syrie et en Irak sont passés par la prison : « C'est un mythe de dire que tous les jihadistes sont des ex-délinquants ».
La majorité des personnes recrutées ne sont pas issues de familles musulmanes pratiquantes, ce sont souvent de nouveaux convertis, ou des personnes qui ne se sont mises à pratiquer leur religion que très récemment.
Tous les pays sont alors touchés par la montée du djihadisme, selon Wassim Nasr : « C'est un problème socio-politique […] Il touche tous les pays. Ça touche toutes les sociétés sans exception. Cela concerne aussi bien une société laïque comme la France ou une société basée sur un modèle communautaire comme la Grande-Bretagne ou encore musulmane comme la Tunisie. On a changé de peuple ! Les clefs de ce problème sont dans la société, ce n’est pas un problème militaire ou de frontière. C’est un problème que rencontrent toutes les sociétés. On est dans une époque propice à ces idées-là, il y a un vide idéologique, qui est comblé par l’idée du djihad et d’un retour du califat. Tout simplement le djihad est devenu audible pour une partie de la population ».
Le 6 octobre 2016, la Banque mondiale publie une étude qui s'appuie sur des données internes de l'État islamique portant sur 3 803 personnes. Selon ce rapport : « Les recrues du groupe EI provenant d’Afrique, du sud et de l'est de l'Asie et du Moyen-Orient sont significativement plus éduquées que leurs compatriotes. La grande majorité affirme avoir eu un emploi avant de rejoindre l'organisation ». La proportion des volontaires souhaitant participer aux tâches administratives, mais aussi aux attaques kamikazes, augmentent avec le niveau d’éducation. Mais selon l'étude, le chômage et la marginalisation paraissent « être un risque de radicalisation ». La moyenne d'âge des volontaires étrangers est de 27,4 ans,.
Pour le journaliste David Thomson, qui s'est entretenu avec de nombreux djihadistes français : « On a longtemps dit qu'il n'y avait pas de profil type, mais il y a quand même de nombreux dénominateurs communs. […] La majorité des acteurs de ce milieu ont grandi dans des « quartiers populaires » et en ont conservé les codes. A tel point qu'en Syrie, c'est ce qui leur vaut leur mauvaise réputation. […] L'épicentre du djihadisme français est ainsi la Seine-Saint-Denis, qui dépasse largement la centaine de départs depuis 2012. De façon empirique, nous pouvons estimer qu'environ 70 % des acteurs concernés sont issus de l'immigration arabo-musulmane ou subsaharienne. Les 30 % restants sont des convertis venus du christianisme et qui étaient souvent pratiquants. Chez eux, une spécificité est signifiante : ils sont eux-mêmes pour la plupart issus de milieux prolétaires et sont sans doute, au moins dans la moitié des cas, issus d'autres minorités ». Il indique que « tous évoquent un sentiment de frustration et d'humiliation en France. Chez beaucoup, appartenir à une minorité donne l'impression de vivre en situation d'infériorité. […] L’État islamique propose à ces egos froissés une dignité, un statut, une revanche sociale et la foi en une transcendance spirituelle. La propagande occupe le vide idéologique de la postmodernité en leur vendant un projet, là où les sociétés capitalistes sécularisées ne sont plus en capacité de produire une politique génératrice d'espoir ».
En août 2017, une étude est publiée par quatre professeurs et chercheurs français du Centre de recherche sociologique sur le droit et les institutions pénales (CESDIP) qui se sont entretenus avec une vingtaine de détenus condamnés pour terrorisme en France. Dans leurs conclusions, ils soulignent l'« absence de profil type » des djihadistes qui ne s'inscrivent pas automatiquement « dans une trajectoire délinquante » ; ils indiquent cependant que la majorité d'entre-eux « a pu connaître des parcours familiaux dysfonctionnels et déstructurés assez marqués (absence du père, placements en foyer, violences subies…) », ce qui leur permet de trouver dans le djihadisme « une forme de rédemption, d'adhésion à une communauté protectrice et unie ». Ils estiment également « partiellement fausse l'idée que l'on aurait affaire à des incultes en religion. […] Sans être des 'savants', les acteurs djihadistes n'en sont pas moins de fervents croyants profondément investis » et que « loin du portrait souvent avancé par la presse de jeunes décérébrés et ignorants des réalités politiques internationales », ils ont, en ce qui concerne les questions internationales, « des connaissances rudimentaires mais suffisantes. […] La force du sentiment d'identification progressive à une communauté opprimée est un puissant vecteur de radicalisation. […] La radicalisation n'est jamais un phénomène solitaire ». L'étude critique également « l'idée répandue de jeunes désœuvrés se bricolant seuls devant leur écran une cause artificielle. […] La confrontation avec l'étranger joue un rôle crucial ».
Les djihadistes étrangers figurent généralement parmi les combattants les plus motivés de l'État islamique. En 2017, après avoir interrogé des prisonniers, l'anthropologue Scott Atran indique que « la quasi-totalité des hommes interrogés déclarent que, durant toute la période passée sous contrôle de l’EI, ils ont perçu une nette différence entre le manque d’engagement des membres locaux de Daech et la loyauté des combattants étrangers à la cause du « califat » ». Un Irakien, époux de la fille d'un chef de l'EI à Mossoul, déclare notamment : « L'EI est venu avec l’idée de bâtir une nation islamique, pour servir le peuple et éliminer toute oppression. Mais les petits chefs n’ont pas su faire respecter ces ordres-là ; c’étaient les mauvaises personnes aux mauvais postes. Les combattants irakiens étaient les pires, une hypocrisie totale. Les étrangers étaient bien plus loyaux à leur cause, à leurs camarades. Ils étaient honnêtes dans leurs efforts pour imposer la charia, ils ont sacrifié leur vie. Leurs chefs marchaient dans les rues bardés de vestes-suicides, sans gardes du corps… Les Afghans et les Turcs étaient les plus loyaux. […] Les trahisons, le manque de loyauté, les coups de couteaux dans le dos, c’est venu des Irakiens du coin ».

## Recrutement: propagande sur internet et «djihad cinq étoiles»
Les volontaires qui partent rejoindre l'EI sont recrutés sur internet, et en particulier sur les réseaux sociaux. La maîtrise des technologies internet et la mise en ligne de « documentaires » de propagande, reprenant les codes des super-productions Hollywoodiennes et des jeux vidéo, jouent un rôle essentiel. Selon le Centre de prévention contre les dérives sectaires en 2014, 80 % des « candidats au jihad repentis » qui ont pu être interrogés avaient découvert les thèses extrémistes grâce à ces vidéos et se sont « auto-radicalisés en ligne ». Ces vidéos mettent l'accent sur la nécessité de lutter contre les injustices, et utilisent des techniques de manipulation visant à culpabiliser les spectateurs en raison de leur inaction.
À côté d'images de propagande utilisant la terreur, d'autres au contraire présentent l'image d'une guerre déconnectée de la réalité, avec des conditions d'accueil et de vie confortables, qui ont poussé un propagandiste à parler de « jihad cinq étoiles »,.

## Organisation
Les combattants étrangers sont groupés par langues. Un « Ministère » de l'État islamique prend en charge les combattants étrangers.
Les troupes étrangères sont davantage déployées en Syrie plutôt qu'en Irak. En juin 2014, le chercheur Romain Caillet estime que 90 % des combattants de l'État islamique en Irak sont Irakiens mais qu'en Syrie 50 % des combattants sont des étrangers.
Selon l'ONU, le nombre de volontaires partis faire le djihad à l'étranger, au sein de l'État islamique comme d'al-Qaïda, augmente de 71 % entre l'été 2014 et mars 2015.

## Les femmes
Les motivations des femmes semblent différentes de celles des hommes. Elles se sentiraient humiliées par les « infidèles » (kuffar) ainsi que par les musulmans modérés en raison de leur tenue vestimentaire trop rigoriste (niqab), et elles se sentiraient rejetées de la société. Contrairement aux hommes, elles seraient peu attirées par les aspects « ludiques », et adhèreraient aux mouvements djihadistes dans l'espoir de trouver une réponse à leur soif d'idéal. La forte vague de départs enregistrée depuis 2013 serait plutôt le fait d'adolescentes entre 15 et 17 ans, encore immatures, qui arguent de « vocations humanitaires », et qui fantasment l'homme idéal, le combattant auquel elles vont être mariée.
Elles partent soit pour suivre leur mari, soit pour se marier ou être mariée sur place.
Les femmes sont chargées de l'éducation des enfants, elles ne sont pas autorisées à combattre au sein de l'EI. Cependant, selon le journaliste David Thomson : « Elles sont aussi très actives sur Internet pour inciter d'autres jeunes filles à les rejoindre, ça permet d'éviter la mixité dans les chats, de donner des conseils de femmes à femmes ». Des femmes font également partie de la Hisba, la police de l'État islamique chargée de faire appliquer la charia.
En janvier 2018, le procureur de la République de Paris François Molins estime qu'au fil des reculs territoriaux de Daech les femmes ont pris un rôle plus actif dans les combats : « On a longtemps cru que les femmes étaient cantonnées à des tâches ménagères […] Elles ont en réalité pu être occupées et impliquées dans des activités opérationnelles. On a pu leur apprendre à manier des armes. […] La doctrine classique de Daesh était de dire que le jihad était réservé aux hommes. Or, il y a eu une inflexion idéologique sur ce point ».. Auteur de L'État islamique, le fait accompli, Wassim Nasr met en garde sur la sous-estimation de leur radicalisation : « [Beaucoup] de femmes ont été moteurs de départs vers la Syrie […] [et] ce sont elles qui assurent la continuité ».

## Nombre total des combattants étrangers
Selon des données compilées par l'hebdomadaire britannique The Economist, en mai 2014, environ 12 000 volontaires venus du monde musulman, ont rejoint des groupes djihadistes en Syrie, principalement l'État islamique, dont : 3 000 Tunisiens, 2 500 Saoudiens, 2 089 Jordaniens, 1 500 Marocains, 890 Libanais, 550 Libyens, 400 Turcs, 358 Égyptiens, 247 Irakiens, 186 Tchétchènes, 114 Palestiniens et 71 Koweïtiens. Plus 3 000 autres combattants viennent de l'Occident dont 700 Français, 400 Britanniques, 270 Allemands, 250 Belges, 250 Australiens, 120 Néerlandais, 100 Danois, 70 Américains, 60 Autrichiens, 50 Norvégiens, 30 Irlandais, 30 Suédois et 30 Arabes israéliens. Ces estimations sont cependant faites avant la proclamation du califat ; par la suite, les effectifs de l'État islamique augmentent sensiblement,.
À l'été 2014, le Département d'État des États-Unis estiment que 12 000 volontaires venus de 50 pays ont combattu au sein de l'État islamique de 2011 à 2014, dont une centaine d'Américains. En août 2014, l'OSDH indique que les combattants étrangers qu'il évalue à 20 000 viennent principalement des pays du Golfe, de Tchétchénie, d'Europe ou même de Chine.
The Washington Post estime en octobre 2014 que l'EI compte environ 16 000 combattants non-Syriens et qu'environ 1 000 volontaires étrangers entrent chaque mois en Syrie pour se joindre aux djihadistes. À la même période, l'ONU considère que 15 000 combattants étrangers originaires de 80 pays ont rejoint des groupes djihadistes en Irak et en Syrie, dont l'État islamique.
Le chiffre des volontaires étrangers de l'EI est de 15 000 à juin 2015 selon le Ministre française de la Défense Jean-Yves Le Drian.
Le 27 septembre 2015, d'après le New York Times les services américains estiment que 30 000 djihadistes étrangers, originaires de 100 pays, se sont rendus en Syrie et en Irak depuis 2011. L'État islamique recruterait de son côté en moyenne 1 000 combattants par mois.
Le 8 décembre 2015, le Soufan group, un institut spécialisé dans le renseignement basé à New York, publie un rapport dans lequel il estime le nombre des djihadistes étrangers ayant rejoint l'Irak et la Syrie entre 27 000 et 31 000. Parmi ces derniers 8 240 viennent du Moyen-Orient — dont 2 500 Saoudiens, 2 100 Turcs, 2 000 Jordaniens, 900 Libanais et 600 Égyptiens — 8 000 viennent du Maghreb — dont 6 000 Tunisiens et 1 200 Marocains — 5 000 d'Europe occidentale — dont 1 700 Français, 760 Allemands, 760 Britanniques et 470 Belges — 4 700 de l'ex-Union soviétique — dont 2 400 Russes — 900 d'Asie du Sud-Est — dont 700 Indonésiens — 875 des Balkans et 280 d'Amérique du Nord,,. Ces chiffres incluent cependant également les combattants tués et ceux rentrés dans leurs pays. Pour David Thomson, « ces chiffres sont imprécis et paraissent très gonflés à la hausse, mais les tendances qui ressortent de ce rapport sont exactes ».
Le 16 octobre 2018, Joe Dunford, le chef d'état-major américain, déclare qu'environ 100 combattants étrangers continuent de rejoindre chaque mois l'État islamique. Il indique que ce nombre est loin des 1 500 arrivées mensuelles qui étaient comptabilisées trois ans plus tôt, mais affirme que ce flux, principalement via la frontière turque, « permet au groupe de rester actif ».

## Désertions
Les combattants qui tentent de déserter sont généralement exécutés. Ainsi selon le témoignage d'un activiste syrien rapporté le 19 décembre 2014 par le Financial Times, une centaine de jihadistes étrangers ont été exécutés par une police militaire de l'EI, à Raqqa, alors qu'ils tentaient de fuir les combats,,.
Le 7 mars 2015, un affrontement a lieu près d'Al-Bab en Syrie entre des hommes de l'EI et des déserteurs. Il fait quatre morts chez les premiers et cinq chez les seconds selon l'OSDH. Le groupe des déserteurs comptait 10 hommes, dont neuf Européens et un Tunisien.
Selon l'Observatoire syrien des droits de l'homme (OSDH), du 28 juin 2014 au 28 novembre 2015, l'État islamique exécute au moins 415 de ses propres hommes pour tentative de désertion ou soupçons d'espionnage.
Les désertions augmentent fortement à partir de l'année 2015. Les déçus de l'État islamique lui reprochent généralement ses exactions contre les musulmans sunnites — à noter cependant que les persécutions contre d'autres minorités, comme les yézidis, ne provoquent guère de protestations — le fait de devoir affronter des groupes rebelles islamiques plutôt que les troupes de Bachar el-Assad, la corruption de certains commandants et émirs — bien qu'elle ne soit pas systématique — quelques cas de racisme, ainsi que l'inconfort et la tristesse de la vie dans les territoires du califat,,.

## Prisonniers
De nombreux djihadistes de l'État islamique et membres de leurs familles sont faits prisonniers par les Forces démocratiques syriennes (FFDS) lors de l'offensive de Raqqa.
La France se déclare favorable à ce que ses ressortissants djihadistes capturés en Syrie et en Irak soient jugés sur place. En janvier 2018, le porte-parole du gouvernement, Benjamin Griveaux, à propos de Françaises arrêtées dans le « Kurdistan syrien » qu'elles seront « jugées là-bas » si les « institutions judiciaires sont en capacité d’assurer un procès équitable » avec des « droits de la défense respectés ».
Le système judiciaire du Rojava, non-reconnu internationalement, juge les djihadistes syriens mais aucun étranger ne passe par leurs tribunaux. Les FDS affirment ne pas avoir les moyens de garder les prisonniers étrangers et demandent à leurs gouvernements de les rapatrier. Abdulbasset Ausso, un des dirigeants de l'appareil judiciaire kurde déclare en avril 2018 à la radio française Europe 1 : « Ça ne peut pas durer éternellement, nous n’avons pas assez de place. Et ils nous coûtent cher ! Leur nourriture, leurs soins… Il faut bien s’en occuper. Et si on les juge, certains de ces étrangers seront condamnés à un an de prison. Après cette année de prison, je les relâche où ? Ce sont vos citoyens, ils ont des passeports français. Il faut assumer. La Russie, elle, a repris presque tous ses prisonniers, y compris ceux qui ont combattu ». Mizkeen Ahmad, conseillère politique au sein de l'administration kurde, déclare également : « L’Europe ne nous a pas aidés à Afrine, pourquoi on continuerait à s’occuper de vos prisonniers de Daech ? On en a capturé des milliers et personne ne nous a soutenus. Dont acte. On peut libérer tous ces membres de Daech. On va les relâcher hors de nos frontières… dans quels pays ils iront, et où ils commettront une attaque ? Peu importe, il faut prendre cette décision. Les Occidentaux défendent leurs intérêts ici, qu’ils n’oublient jamais que nous avons aussi les nôtres ».
En juin 2018, The Daily Telegraph affirme que des djihadistes de l'État islamique, dont des étrangers, ont été libérés par les FDS lors d'échanges de prisonniers. Selon le journal britannique, le premier échange a eu lieu en février 2018 et concernait 200 djihadistes, pour la plupart tchétchènes et arabes, mais aussi un certain nombre de Français et au moins un Allemand. Le deuxième échange, en avril 2018, a concerné environ 15 combattants et 40 femmes et enfants, dont des Marocains, des Français, des Belges et des Néerlandais. Le dernier échange, le 6 juin dans la ville d'Hajine, au sud-est de Deir ez-Zor, et aurait concerné 15 épouses de djihadistes. Fin mai, RMC affirme déjà que près de 104 femmes et enfants de « soldats du califat » avaient été remis en échange de prisonniers kurdes avec parmi eux, des ressortissantes russes, indonésiennes et marocaines.
Le 11 octobre 2018, les YPG affirment détenir 900 djihadistes étrangers venant de 44 pays.
Au terme de l'Offensive de Deir ez-Zor, en 2019, des milliers de djihadistes et membres de leurs familles sont capturés par les Forces démocratiques syriennes (FDS). Au printemps 2019, 12 000 étrangers, dont 4 000 femmes et 8 000 enfants, se trouvent dans les camps de déplacés sous contrôle des FDS. Le camp le plus peuplé, celui d'al-Hol, compte à lui seul 9 000 étrangers, dont 2 500 femmes et 6 500 enfants.

## Rapatriement
Les autorités kurdes appellent à de nombreuses reprises les États étrangers à rapatrier leurs ressortissants djihadistes, mais ceux-ci réagissent diversement. Les États-Unis rapatrient les djihadistes américains et la Russie fait de même avec les enfants de djihadistes russes, mais les États européens refusent ou hésitent,,,,. Le 24 mars 2019, Abdel Karim Omar, chargé des Affaires étrangères au sein de l'administration kurde, déclare : « Nous avons des milliers de combattants, d'enfants et de femmes originaires de 54 pays, sans compter les Syriens et les Irakiens. […] Il faut qu'il y ait une coordination entre nous et la communauté internationale pour faire face à ce danger. […] Toute menace ou toute nouvelle guerre sera une opportunité donnée à ces criminels pour s'enfuir des prisons. […] Il y a des milliers d'enfants éduqués selon l'idéologie de l'EI. Si ces enfants ne sont pas rééduqués et réintégrés dans leur société d'origine, ils représentent des futurs terroristes ».
Parmi les étrangers aux mains des FDS figurent notamment :
- Environ 450 Français[62]. Début 2019, le gouvernement français planifie le rapatriement de 250 hommes, femmes et enfants détenus par les Kurdes, mais il fait machine arrière à cause de l'opinion publique, un sondage de l’institut Odoxa indiquant le 28 février qu'une majorité des personnes interrogées était opposée au rapatriement des djihadistes et même de leurs enfants[63]. Fin février 2019, 13 djihadistes français sont transférés du Kurdistan syrien à l'Irak[63], en présence d'agents français d'après les témoignages de djihadistes[64]. Onze d'entre-eux sont condamnés à mort fin mai et début juin[65]. En juillet 2019, le Centre d’analyse du terrorisme indique que 370 Français sont détenus au Kurdistan syrien, dont 250 enfants[66],[67]. À la date du 23 juin 2020, seulement 28 enfants, dont 25 orphelins, ont été rapatriés[68].
- Cinq orphelins norvégiens rapatriés en juin 2019[69].
- 43 Kazakhs rapatriés en janvier 2019, suivis par 231 autres, dont 75 adultes et 156 enfants, rapatriés en mai 2019[70].
- 311 femmes et enfants ouzbeks, dont 148 sont rapatriés en mai 2019[71].
- Le Tadjikistan annonce en mai 2019 avoir rapatrié d'Irak 84 enfants[67].
- En avril 2019, le Kosovo annonce le rapatriement de 110 de ses ressortissants[67].
- Fin mai 2019, 188 enfants sont rapatriés en Turquie depuis l'Irak[67].
- Entre mars et juin 2019, l'Allemagne rapatrie une dizaine d'enfants[67].
- 27 djihadistes américains sont remis aux États-Unis par les Forces démocratiques syriennes[72]. En octobre 2020, Washington annonce que tous ses ressortissants ont été rapatriés et appelle les pays européens à faire de même[72].

## Par pays
| Nationalité (2017) | Nombre | par million |
| ------------------ | ------ | ----------- |
| Russie             | 3 417  | 23          |
| Arabie saoudite    | 3 244  | 95          |
| Jordanie           | 3 000  | 448         |
| Tunisie            | 2 926  | 257         |
| France             | 1 910  | 28          |
| Maroc              | 1 660  | 46          |
| Turquie            | 1 500  | 18          |
| Ouzbékistan        | 1 500  | 49          |
| Tadjikistan        | 1 300  | 157         |
| Xinjiang ( Chine)  | 1 200  | 48          |
| Allemagne          | 915    | 11          |
| Azerbaïdjan        | 900    | 92          |
| Royaume-Uni        | 850    | 13          |
| Pakistan           | 650    | 3           |
| Indonésie          | 600    | 2           |
| Égypte             | 600    | 6           |
| Libye              | 600    | 97          |
| Belgique           | 528    | 47          |
| Kazakhstan         | 500    | 29          |
| Suède              | 300    | 30          |
| Algérie            | 170    | 4           |
| États-Unis         | 129    | 0,4         |

### Allemagne
Le 11 août 2016, Thomas de Maizière, le ministre de l'Intérieur allemand, introduit une proposition de déchéance de nationalité pour les jihadistes allemands. Elle concerne quelque 820 personnes. Elle stipule que « Les Allemands qui participent aux combats à l'étranger pour une milice terroriste et qui possèdent une autre nationalité doivent à l'avenir perdre leur nationalité allemande ». Selon un décompte au mois de mai 2016 des services secrets allemands (BND). « Près d'un tiers d'entre eux est déjà rentré en Allemagne et environ 140 autres ont été tués. Quelque 420 seraient ainsi encore en territoire syrien ou irakien ».

### Belgique
Parmi les pays d'Europe, Turquie et Kazakhstan inclus, la Belgique est le pays avec la plus grande porportion de djihadistes de l'EI par habitant (47 pour million).
Parmi les étrangers ayant combattu au sein de l'État islamique figurerait le français Mehdi Nemmouche, auteur présumé de l'attentat du Musée juif de Belgique, le 24 mai 2014. Il aurait également été en garde des otages en Syrie et est accusé d'actes de torture,,.
En Belgique, l'organisation islamiste dissoute Sharia4Belgium est suspectée d'être le « plus gros fournisseur » de djihadistes pour le front syrien. Les autorités belges estiment que « sur les trois cents à quatre cents Belges partis faire la guerre sainte, dix pour cent étaient membres ou gravitaient autour de Sharia4Belgium ». Sharia4Belgium a « comme toute tendance extrémiste, pour vocation première une rupture avec la société et ses normes, a été fondée le 3 mars 2010, à Anvers, dans la partie néerlandophone de la Belgique ».
Par ailleurs, environ 33 % des djihadistes belges partis en Syrie en 2014 sont passés par la commune de Molenbeek, où le revenu moyen est l'un des plus faibles du pays, où le taux de chômage chez les jeunes est de 40 %, et où la population se répartit sur plus de 100 nationalités. De ce fait, Molenbeek est considérée comme le berceau de nombreux djihadistes. En particulier, l'un des délinquants ayant participé aux attentats de Madrid du 11 mars 2004 était passé par la commune. Comme l'explique Amélie Myriam Chelly dans un rapport sur L'évolution des discours de recrutement djihadiste et radical en France et en Belgique : « Molenbeek, qui détient le nombre record de djihadistes impliqués dans des actes terroristes en Europe, a été un point important (mais non exclusif) de diffusion de discours djihadistes et de connexions entre des groupes ayant des vocations terroristes. Cette donnée a été rendue visible avec la massification des recrutements troisième génération (2012 à aujourd’hui), mais a aussi une histoire plus ancienne qui peut remonter aux deux premières générations du djihadisme global européen ».

### Bosnie-Herzégovine
Selon les estimations de l'Agence d'État d'investigations et de protection de Bosnie (SIPA (bs)), entre 150, et 200 Bosniens combattaient au sein de l'État islamique en 2014 ; au moins 76 d'entre eux ont été tués,.

### France
En décembre 2015, selon la DGSI et la SDAT, 1 923 ont été impliquées dans le djihad en Syrie et en Irak, parmi ces derniers : 577 sont en Syrie et en Irak à cette date, 252 ont regagné la France, 244 sont dans un pays tiers en transit ou en retour de la zone de conflit, 708 personnes encore présentes sur le territoire français ont manifesté une velléité de départ, 142 ont été tuées. S'il n'existe pas « profil type » des djihadistes français partis en Syrie, ceux revenus en France pour commettre des actes terroristes ont en commun une scolarité courte, et des emplois peu qualifiés, quand ils en ont eu. Toutefois pour journaliste David Thomson, « 90 % des retours sont justifiés par la déception ou la fatigue ».
Comme pour les autres pays le recrutement se fait principalement par internet. Pour Farhad Khosrokhavar, sociologue et directeur d’études à l’EHESS : « Depuis quelques années, les mosquées ne jouent plus de rôle majeur dans la radicalisation. Celle-ci s’effectue en dehors des mosquées, que ce soit sur Internet entre les groupes de copains ou en relation avec des jeunes déjà partis en terre du djihadisme ». Recruteur parmi les plus efficaces, le Niçois Omar Diaby réalise en 2013 une série de vidéos 19 HH, très populaires sur les réseaux sociaux, mêlant prêches, images cinématographiques détournées pour servir un discours conspirationniste et violent.
Le 13 novembre 2015, trois djihadistes français ayant rejoint la Syrie participent à la tuerie du Bataclan. En 2018, le gouvernement français cherche à empêcher le retour de ses ressortissants djihadistes, invoquant leur haut degré de dangerosité. Ainsi il a passé un accord avec les autorités du Rojava (Nord-Ouest syrien) pour qu'elles les conservent sous leur contrôle. Depuis l'effondrement de l’État islamique début 2019, une soixantaine de djihadistes français sont détenus par les Forces du Rojava et une trentaine par le gouvernement irakien,. Seuls cinq très jeunes enfants sont immédiatement rapatriés. Entre 2022 et 2023, 56 femmes et 132 enfants sont rapatriés, avant l’interruption des rapatriements, le gouvernement français invoquant l'absence de volontaires. Près de 200 femmes et enfants restent alors détenues sur zone.

### Maroc
Selon la Direction générale des études et de la documentation, au 30 septembre 2014 le nombre de Marocains partis faire le djihad au sein de l'État islamique est de 1 193 et 251 d'entre eux ont été tués.

### Royaume-Uni
Selon Khalid Mahmood, membre travailliste du Parlement britannique, en août 2014, au moins 1 500 musulmans britanniques ont été recrutés pour combattre en Syrie et en Irak depuis le début de la guerre civile syrienne en mars 2011, tandis que seulement 600 musulmans font partie de l'armée du Royaume-Uni,. À cette date cependant, les estimations du gouvernement du Royaume-Uni sur le nombre de sujets britanniques combattants en Irak et en Syrie sont de 400 à 500.

### Russie
En octobre 2014, l'historien Mairbek Vatchagaev, estime que le nombre des combattants tchétchènes de l'EI tourne autour de 1 500. Si leur nombre est incertain, les analystes s'accordent sur le fait que les Tchétchènes font office de combattants d'élite pour l'EI.
En novembre 2015, Oleg Syromotolov, ministre adjoint des Affaires étrangères, déclare que 2 719 personnes ont quitté la Russie pour rejoindre des groupes djihadistes en Syrie. Et précise : « Parmi eux, 160 sont morts, 73 sont revenus et ont été jugés et 36 autres ont été arrêtés ». Selon le centre de recherche d'Ali Soufan, la Russie compterait 3 417 combattants sur zone en 2017, un record mondial.

### Tunisie
La Tunisie est l'un des premiers pays fournisseurs de djihadistes étrangers. Fin 2015, le nombre des Tunisiens au sein de l'EI ou de groupes djihadistes est de 3 000 selon CNN, le double selon le journaliste David Thomson, un nombre très important pour une population de 11 millions d'habitants, la plus haute proportion mondiale après la Jordanie. On dénombrerait 700 femmes tunisiennes en Syrie.
Le mouvement Salafiste djihadiste Ansar al-Charia connait une très forte audience car structuré par des vétérans du djihadisme (« les gens qui avaient créé cette organisation c’était pas n’importe qui dans le djihad international. C’était ceux qui avaient assassiné le commandant Massoud en Afghanistan, des lieutenants de Ben Laden, des hauts cadres d’Al Qaida Europe ») ayant bénéficié de l’amnistie générale de 2011 et souligne aussi le renfort de djihadistes Français chevronnés « qui sont devenus très importants au sein de l’EI sont passés par Tunis pour profiter de cette ébullition djihadiste à deux heures de vol de Paris (Boubaker El Hakim, Salim Benghalem et bien d’autres ».
Il rapporte une sous-estimation du danger qu'il représentait : « En Tunisie des journalistes locaux, des activistes, des politiques, me critiquaient publiquement pour le simple fait de travailler sur le sujet. Eux-mêmes n’avaient pas du tout réalisé ce qui était en train de se passer dans leur propre société qu’au fond, ils ne connaissaient pas (…) Ils pensaient que des anciens du RCD, l’ancien parti unique de Ben Ali, s’étaient déguisés en djihadistes avec des fausses barbes, pour générer une situation de chaos et permettre le retour de l’ancien régime au pouvoir. On appelait ça la théorie des fausses barbes là-bas. » En juillet 2015, il affirme que « depuis 2011, que ce soit la transition, les islamistes d’Ennahdha, la troïka ou l’actuel gouvernement de Nidaa Tounes, il y a toujours eu un déni total de cette question ».

### Articles
- Charlotte Boitiaux, « "Pourquoi je veux mourir en Syrie" : confession d'un jihadiste français », France 24, 19 novembre 2014
- Romain Mielcarek, « Les Tchétchènes, élite de l’État islamique », I-Télé, 29 février 2016
- David Thomson, « Investir dans la "déradicalisation" des islamistes : une belle idée qui a très peu de chances de produire le moindre résultat, du moins dans l’immédiat », Atlantico, 1er mars 2016.
- Pierre-Henri Ortiz et Nonfiction, «Même lorsqu'ils tuent, les djihadistes sont convaincus de faire le bien», Slate, 24 mars 2016 (Interview de David Thomson)
- « ENTRETIEN – « Tuer pour exister, et mourir » avec David Thomson », sur Nonfiction.fr, 23 mars 2016
- Nicolas Delesalle, « Comment devient-on djihadiste ? (1/2), par Scott Atran, anthropologue », Télérama, 7 avril 2016
- Nicolas Delesalle, « Comment devient-on djihadiste ? (2/2), par Scott Atran et Nafees Hamid, chercheurs », Télérama, 8 avril 2016
- Kocila Makdeche et Pascale Boudeville, « « Comment j'ai quitté l'enfer de Daech », le périple d'une jeune Française et son fils, de retour de Syrie », Francetv info, 6 juillet 2016
- Antoine Hasday, « Le djihadisme ne peut se comprendre qu'au niveau local », Slate, 20 août 2016
- Jean-Manuel Escarnot, « Xavier Crettiez : «Les jihadistes sont des guerriers politiques» », Libération, 13 novembre 2017

### Filmographie
- Ne m'abandonne pas, téléfilm français produit en 2015 par Xavier Durringer, co-scénarisé par Aude Marcle avec Françoise Charpiat, fiction dramatique inspirée d'un fait réel de février 2014[103].

### Vidéographie
- [vidéo] « David Thomson, Dounia Bouzar - Qui sont les djihadistes français ? », Institut de recherche et d'études Méditerranée, Moyen-Orient (iReMMO), 4 novembre 2014
- [vidéo] « Une Française détenue en Syrie raconte la vie d'une "femme de Daech" », France 2, 10 novembre 2017